# Pseudohydromys fuscus
Pseudohydromys fuscus és una espècie de mamífer rosegador de la família dels múrids. És endèmic de Papua Nova Guinea, on viu a altituds d'entre 2.350 i 3.100 msnm. Els seus hàbitats naturals són els boscos, els falguerars espessos i els herbassars montans. És una espècie en risc mínim, és a dir, no sembla que hi hagi cap amenaça significativa per a la seva supervivència.